# Entertainment Software Rating Association
Entertainment Software Rating Association (em persa: اسرا, em português:  Associação de Avaliação de Software de Entretenimento), por vezes chamado de Electronic Software Rating Association ou ESRA, é uma organização que faz a classificação de jogos eletrônicos no Irã, subordinada à Iran National Foundation Of Computer Game.

## Classificações
| Selo | Classificação                       | Selo | Classificação                       |
| ---- | ----------------------------------- | ---- | ----------------------------------- |
|      | Recomendado para maiores de 3 anos  |      | Recomendado para maiores de 7 anos  |
|      | Recomendado para maiores de 12 anos |      | Recomendado para maiores de 15 anos |
|      | Só para maiores de 18 anos.         |      | Só para maiores de 25 anos.         |